# Fred Gwynne
Fred Gwynne, właśc. Frederick Hubbard Gwynne (ur. 10 lipca 1926 w Nowym Jorku, zm. 2 lipca 1993 w Taneytown) – amerykański aktor.
W latach 60. zagrał główne role w serialach komediowych: Car 54, Where Are You? (1961–1963) oraz The Munsters (Rodzina Potwornickich; 1964–1966). W ostatnich latach życia stworzył pamiętne aktorskie kreacje w tak znanych filmach jak: Cotton Club (1984), Smętarz dla zwierzaków (1989), Mój kuzyn Vinny (1992).
Zmarł na raka trzustki.

## Filmografia
- Na nabrzeżach (1954) jako Slim
- Car 54, Where Are You? (1961–1963; serial TV) jako oficer Francis Muldoon
- Rodzina Potwornickich (1964–1966; serial TV) jako Herman Munster
- Księżyc (1979) jako Douglas Winter
- Jak świetnie (1981) jako przewodniczący Lincoln
- Cotton Club (1984) jako Frenchy Demange
- Kain i Abel (1985; serial TV) jako Davis LeRoy
- Woda (1985) jako Franklin Spender
- Nagłe zniknięcie (1986) jako o. Macklin
- O chłopcu, który umiał latać (1986) jako wujek Hugo Gibb
- Tajemnica mojego sukcesu (1987) jako Donald Davenport
- Fatalne zauroczenie (1987) jako Arthur
- Chwasty (1987) jako Oscar Reo
- Przestępczość zdezorganizowana (1989) jako Max Green
- Smętarz dla zwierzaków (1989) jako Jud Crandall
- Cienie we mgle (1991) jako zwolennik Hackera
- Mój kuzyn Vinny (1992) jako sędzia Chamberlain Haller